# 代塞尔蒂讷 (马耶讷省)
代塞尔蒂讷（法語：Désertines，法語發音：[dezɛʁtin]）是法国马耶讷省的一个市镇，属于马耶讷区。

## 地理
代塞尔蒂讷（48°28'6"N, 0°52'1"W）面积26.03 平方千米，位于法国卢瓦尔河地区大区马耶讷省，该省份为法国西北部内陆省份，北起芒什省和奧恩省，西接伊勒-维莱讷省，南至曼恩-卢瓦尔省，东临萨尔特省。
与代塞尔蒂讷接壤的市镇（或旧市镇、城区）包括：富日罗勒迪普莱西、拉多雷、勒瓦雷、维约维、圣欧班福斯卢万、帕赛维拉日、芒蒂伊、勒泰约勒。

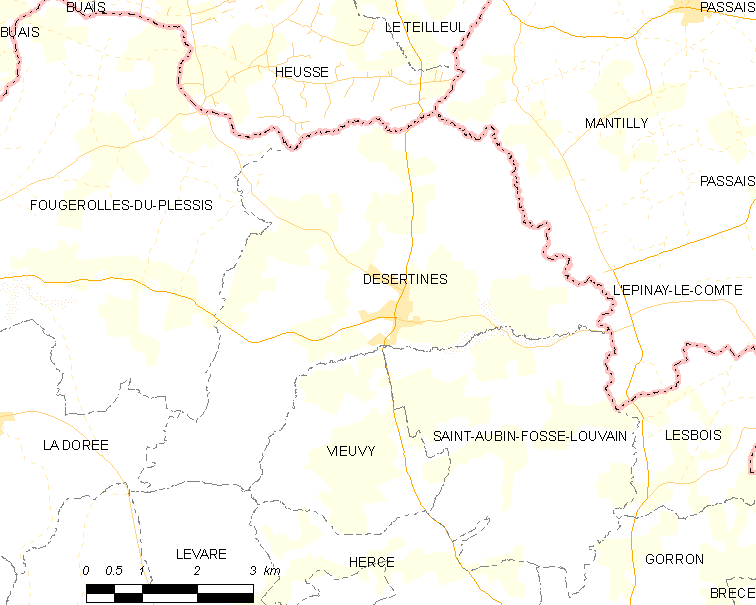
的OSM定位图

代塞尔蒂讷的时区为UTC+01:00、UTC+02:00（夏令时）。

## 行政
代塞尔蒂讷的邮政编码为53190，INSEE市镇编码为53091。

## 政治
代塞尔蒂讷所属的省级选区为戈龙县。

## 人口

1962-2008年间人口变化图示

代塞尔蒂讷于2022年1月1日时的人口数量为461人。